# Murtarat
Il murtarat è un formaggio, prodotto tipico piemontese. Rientra nell'elenco dei prodotti agroalimentari tradizionali italiani (PAT) del ministero delle politiche agricole alimentari e forestali.

## Etimologia
Il termine murtarat deriva da mortaretto, riferendosi al sapore intenso di questo formaggio.

## Procedimento di produzione
Il latte della mungitura serale viene unito a quello del mattino successivo, e lasciato acidificare naturalmente per 36 ore. Avvenuta la coagulazione, la cagliata viene sistemata in fascere dove rimane a scolare per due giorni dopo i quali può essere consumato fresco. In alternativa si procede con la fase di stagionatura, unendo tra loro diverse forme alle quali si aggiunge peperoncino, sale, pepe, rosmarino e altre erbe aromatiche. Il tutto si lascia maturare in un telo posto in locali ventilati. Questa fase può durare da 2 a 7 mesi. Il prodotto finito, se consumato fresco, non ha crosta e la pasta risulta bianca e friabile. Nella versione stagionata la crosta è dura e marrone, la pasta può essere morbida o meno, a seconda del periodo di stagionatura.

## Zone di produzione
Il murtarat viene prodotto in Piemonte, principalmente in tutta la provincia di Biella.

## Abbinamenti
Si può consumare fresco oppure, se stagionato, viene utilizzato per la preparazione di risotti o aggiunto ai carpacci di carne. Il formaggio fresco si abbina a vini bianchi poco alcolici, mentre quello stagionato a vini rossi corposi.